# Туменас, Раймондас
Раймондас Туменас (лит. Raimondas Tumėnas; род. 9 января 1963) ― литовский предприниматель и инвестор. Является соинвестором и одним из конечных бенефициарных собственников (UBO) инвестиционной компании BT Invest. Компания и связанные с ней компании инвестируют и работают в розничной торговле (Novus), девелопменте недвижимости (Stolitsa Group), аренде торговых центров (Retroville) и компаниях портовых операторов (EVT) в Украине и частично в Литве. В этих компаниях в общей сложности работает более 6 000 человек. Живет в Литве. 

## Биография
Раймондас Тумeнас родился в Вильнюсе, столице Литвы, был самым младшим из троих детей. Окончил вильнюсскую гимназию. Позже он окончил экономический факультет Вильнюсского университета и использовал полученные знания в бизнесе после распада Советского Союза.

### Sandora — производство соков
В 1995 году литовские бизнесмены Игорь Беззуб и Раймондас Туменас основали в Украине компанию по производству соков «Сандора». По итогам 2006 года компания занимала 45,6 % рынка соков в Украине. В 1998 году компания стала бесспорным лидером на рынке соков, охватывая 75% всех торговых точек в Украине и занимая около 50% рынка Украины. В 2007 году PepsiAmericas и PepsiCo заключили соглашение о совместной покупке 100 % акций ООО «Сандора» за $678 млн долларов.

### Novus — торговая сеть
После успешной продажи «Сандоры» Раймондас Туменас с партнером Игорем Беззубом (он скончался несколько лет спустя) решили остаться в Украине и в 2008 году была создана инвестиционная компания BT Invest, которая создала торговую компанию Novus в 2009 году. Компания развивалась в основном в Киеве.
В 2017 году сеть продовольственного ритейлера Novus насчитывала 44 магазина, расположенных в 6 областях Украины. Выручка сети Novus за 2019 год — 11,5 млрд грн.
В расследовании 2019 года Радио Свободы указано, что Компания Novus работает в Крыму несмотря на санкции ЕС, однако Генеральная прокуратура Литвы заявила, что литовская компания не нарушала антироссийских санкций Европейского Союза.
В 2020 году Novus получил кредит от Европейского банка реконструкции и развития на сумму $100 млн.

### Stolitsa Group и EVT
В 2009 году литовские бизнесмены стали инвесторами в одну из крупнейших девелоперских компаний Киева — Stolitsa Group. В результате сегодня группа компаний Stolitsa Group входит в ТОП-3 самых успешных девелоперов украинской столицы.
Среди проектов Stolitsa Group — Retroville, новый торгово-развлекательный центр, открывшийся в середине 2020 года и расположенный на Виноградаре в Киева.
BT Invest развивает EVT — морской порт в Николаеве. В марте 2020 г. состоялась  перевалка 2-миллионной тонны в зерновом терминале EVT.
Литовские власти поддерживают инвестиции литовского бизнесмена в Украину. Президент Литовской Республики в 2009-2019 гг. Даля Грибаускайте открыла ярмарку в Новусе в 2011 году, а действующий президент Литвы Гитанас Науседа пригласил Раймондаса Туменаса на официальный обед во время визита президента Украины Владимира Зеленского в Литву в 2019 году.
В 2018 году народный депутат Украины Сергей Лещенко обвинил Stolitsa Group в незаконном строительстве ЖК “Варшавский микрорайон” в Киеве.